# Naissance en 1238
Naissance
- 1234
- 1235
- 1236
- 1237
- 1238
- 1239
- 1240
- 1241
- 1242

Cette page dresse une liste de personnalités nées au cours de l'année 1238 :
- 23 avril : Narathihapati, ou Tayoke Pyay Min, onzième et dernier grand souverain du Royaume de Pagan, en Birmanie.
- 1er mai : Magnus VI de Norvège Lagabøte, roi de Norvège.

- Pierre Armengol, religieux mercédaire espagnol, qui a survécu à son martyre à Béjaïa (Algérie), et mené une vie d'ascèse dans un couvent du royaume d'Aragon.
- Ferdinand II d'Aumale, comte d'Aumale.
- Fina de San Geminiano, jeune fille catholique italienne vénérée à San Gimignano (Toscane), considérée comme sainte par l'Église catholique romaine.
- Zhang Hongfan, général chinois de l'Empire mongol.
- Madhva ou Madhvācārya, philosophe hindou, fondateur du système Dvaita qui est une des trois principales écoles du Vedānta.
- Mengrai, fondateur du Lanna, un royaume thaï ayant pour capitale Chiang Mai, importante ville du nord de la Thaïlande.
- Mikhail II Asen, tsar de Bulgarie.
- Nizamuddin Auliya ou Hazrat Khawaja Nizamuddin Auliya, considéré comme l'un des grands saints du soufisme indien.
- Hōjō Nobutoki, 8e Rensho Hōjō.
- Valdemar III de Schleswig, duc de Schleswig.
- Yang Hui, mathématicien chinois qui a travaillé sur les carrés magiques d'ordre allant jusqu'à 10 et sur un théorème binomial.
- Yao Sui, poète chinois de la Dynastie Yuan.